# Таш-Кічу
Таш-Кічу́ (рос. Таш-Кичу, башк. Ташкисеү) — присілок у складі Туймазинського району Башкортостану, Росія. Входить до складу Тюменяківської сільської ради.
Населення — 53 особи (2010; 44 у 2002).
Національний склад:
- татари — 59 %
- башкири — 36 %

Стара назва — Ташкічу.